# Man spielt nicht mit der Liebe (1926)
Man spielt nicht mit der Liebe ist ein 1926 veröffentlichter deutscher Stummfilm von Georg Wilhelm Pabst. Es ist eine Verfilmung des 1834 geschriebenen Theaterstücks On ne badine pas avec l’amour von Alfred de Musset. Der Film gilt als verschollen.

## Handlung
Der Film spielt in der Wiener Gesellschaft zur Zeit Kaisers Franz Joseph und behandelt die Liebeswirren dreier Personen: Der alternde Fürst Colalto, ganz im konservativ-monarchischen gefangen, verliebt sich in Calixa. Sie ist häuslicher erzogen, ihr Vater arbeitet als Mobilienverwalter des kaiserlich-königlichen Hauses. Dritter im Bunde ist der junge Lewis, Sohn eines Emporkömmlings, der seinen Reichtum als Automobilfabrikant erworben hat. Er präsentiert mit bunter Werbereklame des Konzerns die moderne Welt. Dazu gehören auch die Soubrette Amina und ihr Freund Paris, die das Leben im Hotel genießen, Charleston tanzen und so das moderne Großstadtleben im Gegensatz zur konservativen, aristokratischen Welt der k.u.k. Monarchie präsentieren.

## Produktion
Man spielt nicht mit der Liebe wurde von August bis September 1926 gedreht. Der Film erlebte am 10. November 1926 seine Uraufführung. Von dem 3038 Meter langen Film ist keine erhaltene Kopie bekannt.
Ursprünglich hatte Pabst einen Film über die Meuterei der kaiserlichen Marine in Kiel drehen wollen. Da die Phoebus zu der Zeit geheime Subventionen des Wehrministeriums erhielt, die der Finanzierung patriotischer Filme dienen sollte – was nach Aufdeckung zu einem Skandal führte –, blieb Pabsts Filmprojekt unrealisiert. Stattdessen drehte er für die Phoebus Man spielt nicht mit der Liebe.

## Kritik
„So viel Delikatesse, so viel reine, reinliche Ordnung in Gefühlsdingen ging schon lange nicht mehr über eine Leinwand“, befand die zeitgenössische Kritik. Der Film behandle sein Thema mit „noble[m], gehaltvolle[m] Ernst“.
Andere Kritiker nannten den Film eine „Kostüm-Harmlosigkeit“ und bezeichneten ihn rückblickend als „an indisputable failure due to the inept casting of Werner Krauss – hardly a romantic type – as the old gentleman opposite Lily Damita, who lacked the necessary innocent, virginal qualities.“